# Prostaglandina-A1 Δ-isomerasa
La prostaglandina-A1 Δ-isomerasa (EC 5.3.3.9) es una enzima que cataliza la siguiente reacción química:
Donde:
- B)  (13E)-(15S)-15-hidroxi-9-oxoprosta-11,13-dienoato (prostaglandina C1)

Por lo tanto esta enzima tiene un sustrato, el (13E)-(15S)-15-hidroxi-9-oxoprosta-10,13-dienoato (prostaglandina A1); y un producto el (13E)-(15S)-15-hidroxi-9-oxoprosta-11,13-dienoato (Prostaglandina C1)
La enzima pertenece a la familia de las isomerasas, específicamente a aquellas oxidorreductasas intramoleculares capaces de transponer enlaces C=C. El nombre sistemático de esta clase de enzimas es (13E)-(15S)-15-hidroxi-9-oxoprosta-10,13-dienoato Δ10-Δ11-isomerasa. Otro nombre con el que se la conoce es prostaglandina A isomerasa.  